# Чёртова мельница
«Чёртова мельница» — фантастический рассказ Александра Беляева из цикла «Изобретения профессора Вагнера». Опубликован в 1929 году.

## История
Рассказ «Чёртова мельница» из серии «Изобретения профессора Вагнера» был опубликован в 1929 году («Всемирный следопыт», 1929, № 9).

## Сюжет
Повествование ведётся от первого лица.
Рассказчик приглашён профессором Вагнером в деревню Стрябцы в Подмосковье к себе на дачу, которую он снял у мельничихи. Обмелевшая река не может крутить мельничные жернова, и, чтобы помочь хозяйке, Вагнер сооружает небольшой двигатель, но запрещает ей открывать крышку ящика. Однако вскоре после отъезда профессора по делам рассказчик слышит душераздирающий крик хозяйки. Оказалось, что профессор приспособил в качестве двигателя человеческую руку. Прибежавшие жители деревни вызвали милиционера, который опечатал и мёртвую руку, и всю «чёртову мельницу». К вечеру Вагнер приезжает на самобежке, которая движется на трёх парах человеческих ног; чтобы не быть арестованным, он берёт с собой рассказчика и по дороге объясняет, как он применяет мёртвые руки и ноги, взятые в анатомическом театре. Вернувшись в деревню, чтобы успокоить жителей, он предъявил им бумаги из Москвы.

### Особенности сюжета
- Вагнер объяснял принцип работы мёртвой руки следующим: гликоген мышцы по мере её работы, вызванной подачей электрических импульсов, превращается в молочную кислоту, но при подаче чистого кислорода часть её распадается до углекислоты, а часть вновь превращается в сахар… Это фактически популярно разъясняет принцип анаэробного гликолиза, который используется клетками организма и, в частности, миоцитами в условиях недостатка кислорода, например, при усиленной мышечной работе.

## Персонажи
- Рассказчик, от имени которого ведётся повествование
- Вагнер — профессор, известный изобретатель
- Анна Тарасовна Гуликова — вдова-мельничиха, хозяйка дома
- Василий — сын мельничихи